# Escuela elemental Emma E. Booker
La Emma E. Booker Elementary School es una escuela primaria pública de Sarasota (Florida), inaugurada en otoño de 1989. Es una de las escuelas Booker, con una escuela intermedia y secundaria del mismo nombre cerca. Forma parte de las Escuelas del Condado de Sarasota. La escuela ha pasado a la historia, y al recuerdo colectivo, por ser el lugar que visitaba el entonces presidente de los Estados Unidos, George W. Bush, donde se enteró de los aviones colisionados contra el World Trade Center y donde dio su primer discurso a la nación relatando que la acción es "una aparente acción terrorista contra nuestra nación".

## Escuelas Booker
Las escuelas Booker deben su nombre a Emma E. Booker, una educadora afroamericana que empezó a enseñar en la primera escuela negra del condado de Sarasota, la Sarasota Grammar School, en 1918.Por aquel entonces, Booker empezó a asistir a clases universitarias durante las vacaciones de verano. En 1923 se convirtió en directora de la escuela, que carecía de edificio físico y utilizaba salas alquiladas para las clases. Sus alumnos "se sentaban en pupitres hechos con cajas de naranjas y aprendían de libros usados desechados de las escuelas para blancos".
Julius Rosenwald, copropietario de Sears, creó el Fondo Rosenwald en 1917 para ayudar a las escuelas afroamericanas del sur, que carecían de fondos suficientes. En los primeros años de su creación, el Fondo proporcionó los medios para la primera escuela afroamericana de Sarasota, situada en la calle 7 y la avenida Lemon, ya que Emma Booker había dado a conocer la difícil situación de la escuela. La escuela (con cuatro aulas y un auditorio) se inauguró con ocho cursos durante el curso 1924-1925. El día de la inauguración, Emma Booker condujo a sus profesores y alumnos desde la sala de alquiler de los Knights of Pythias hasta la nueva escuela. Tras 20 años asistiendo a la universidad en verano, obtuvo su licenciatura en 1937.
Las escuelas Booker recibieron su nombre en su honor a finales de la década de 1930 y se ampliaron para incluir una escuela secundaria. Cuando la escuela primaria Emma E. Booker fue nombrada en su honor, el periódico decía: "Emma Booker perseveró, animando personalmente a los estudiantes, financiando su educación continua y presionando a los administradores intransigentes para que ofrecieran a los negros las mismas oportunidades educativas que a los blancos".
De 1939 a 1989, todas las escuelas Booker compartieron un campus en Myrtle Street y Orange Avenue en Sarasota. En 1966, 12 años después de que el caso Brown contra el Consejo de Educación del Tribunal Supremo de los Estados Unidos pusiera fin a la segregación escolar, sólo había 36 estudiantes afroamericanos matriculados en los institutos exclusivamente blancos. En 1967, el Consejo Escolar del condado de Sarasota cerró el instituto Booker, por lo que sus alumnos tuvieron que asistir al instituto blanco de Sarasota. La comunidad de Newtown protestó contra el cierre de la escuela Booker boicoteando las escuelas públicas y enviando a sus hijos a las "escuelas de la libertad" de las iglesias locales. El instituto Booker reabrió sus puertas en 1970 y poco después se convirtió en un centro de artes visuales y escénicas. El campus combinado del instituto Booker se dividió en el instituto de educación primaria Emma E. Booker en 1989 y en el instituto de educación secundaria Booker en 2003, mientras que el instituto Booker se reformó en la ubicación anterior.

## Visita el 11 de septiembre de 2001 del presidente Bush

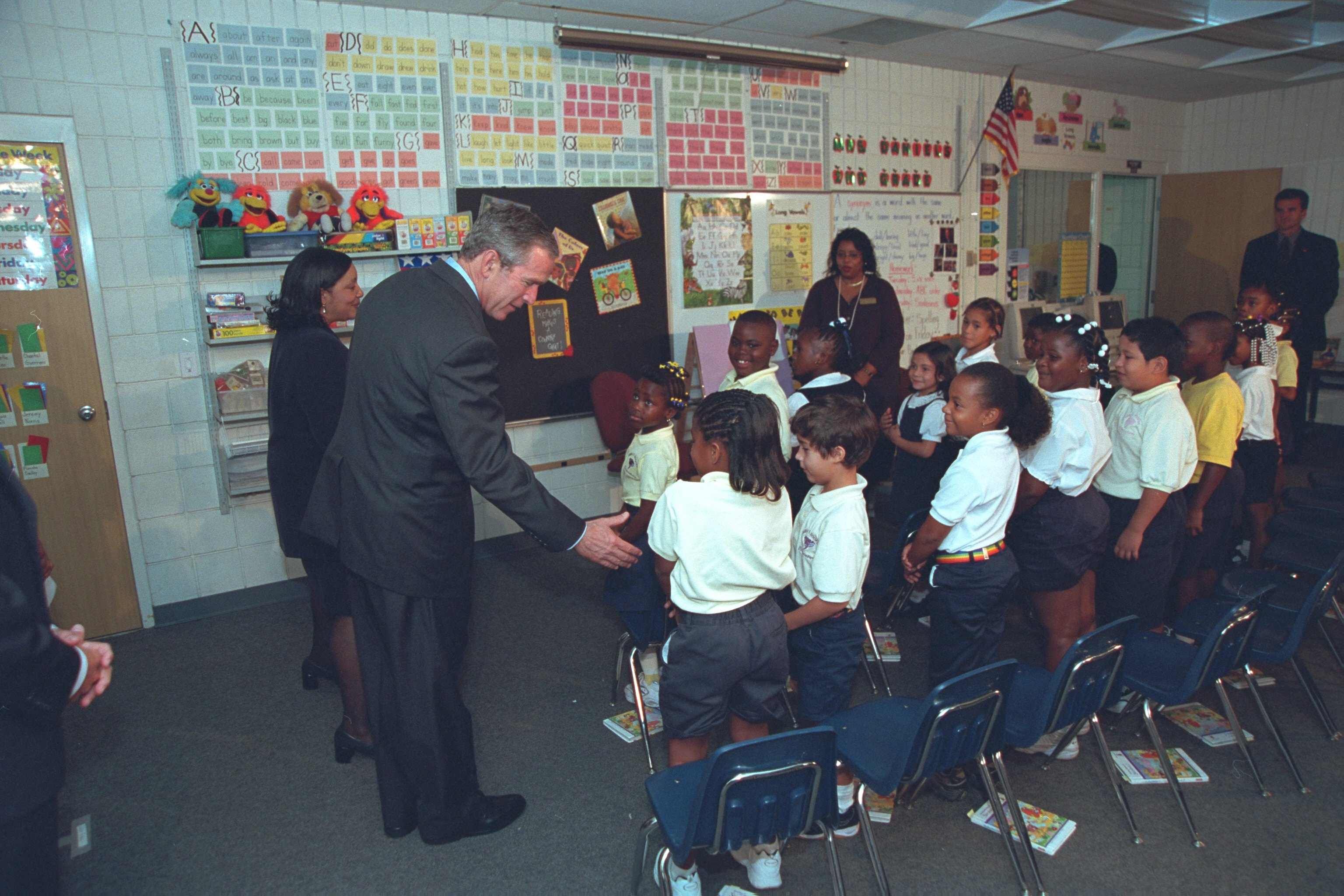
El expresidente Bush con los estudiantes.

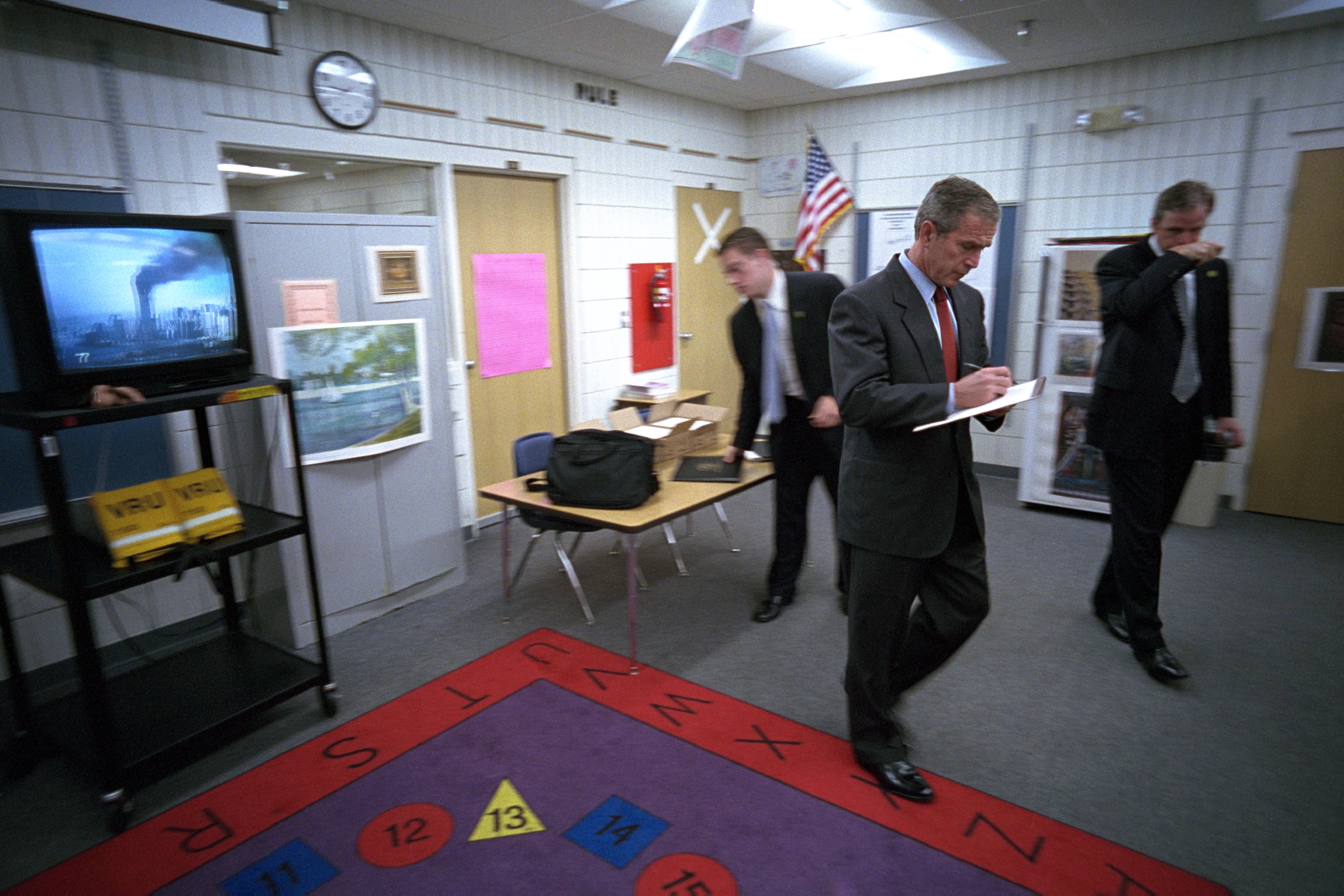
El presidente Bush tras dejar la visita, en una sala de espera mientras la televisión reproduce imágenes de las Torres Gemelas en llamas.

La escuela recibió atención internacional tras la visita del presidente de Estados Unidos, George W. Bush, la mañana del 11 de septiembre de 2001. Visitó la escuela como parte de un esfuerzo por promover la política educativa de su administración, en particular la Ley No Child Left Behind. Fue en la escuela donde Bush se enteró de que el segundo avión se estrellaba contra el World Trade Center, y donde hizo sus primeros comentarios públicos sobre los atentados del 11 de septiembre.

### Informe de los atentados
El primer accidente aéreo en el World Trade Center se produjo unos diez minutos antes de que el presidente llegara a la escuela. Un fotógrafo de la sala de prensa escuchó un mensaje de radio en el que se decía que se necesitaría al secretario de prensa de la Casa Blanca, Ari Fleischer, para responder a preguntas sobre el "accidente" y que había una llamada en espera de Condoleezza Rice. Bush entró en el aula de segundo curso de Sandra Kay Daniels, donde presentó la clase al Secretario de Educación Rod Paige y estrechó la mano de la señorita Daniels, la profesora del aula. A continuación, él y la profesora se sentaron frente a los alumnos sentados para leer el cuento infantil The Pet Goat.
Alrededor de las 9:05 horas de la mañana, el Jefe de Gabinete de la Casa Blanca Andrew Card susurró al oído de Bush: "Un segundo avión ha impactado contra la segunda torre. América está siendo atacada". Bush parecía tenso, pero permaneció sentado durante unos siete minutos y siguió escuchando mientras los niños leían al unísono la historia, a veces repitiendo líneas para cumplir con las normas de la señorita Daniels. La lectura concluyó con la frase "más por venir" y Bush preguntó a la clase: "¿Qué significa eso de 'más por venir'?". Tras la respuesta de un alumno, elogió las habilidades de lectura de los estudiantes y les animó a seguir practicando, antes de excusarse y abandonar la sala.
Según Bill Sammon en Fighting Back: The War on Terrorism from Inside the White House, Ari Fleischer estaba al fondo de la clase con un bloc en el que había escrito: "No digáis nada todavía". Sammon sostiene que, aunque Bush no llevaba puestas las gafas, pudo leer este mensaje, y pasó desapercibido para los medios de comunicación. Sammon declaró además:

Bush se preguntó si debía excusarse y retirarse a la sala de espera, donde podría averiguar qué demonios estaba pasando. Pero, ¿qué tipo de mensaje enviaría eso: un presidente que se levanta bruscamente y abandona a un grupo de alumnos de segundo grado de un barrio pobre en su momento de protagonismo nacional?

### Conferencia de prensa
Estaba previsto que Bush diera una breve conferencia de prensa en la biblioteca de la escuela después de pasar unos 20 minutos en total en el aula. Ésta se retrasó varios minutos. Cuando Bush apareció, anunció: "Este es un momento difícil para Estados Unidos" y, en lugar del tema previsto, se dirigió al país durante varios minutos para hablar del accidente aéreo y de la respuesta inmediata del gobierno. A continuación, abandonó la escuela en dirección al Aeropuerto Internacional de Sarasota-Bradenton.

## Hechos posteriores
Los críticos de Bush, en particular Michael Moore en su película Fahrenheit 9/11, han argumentado que el hecho de que Bush siguiera leyendo el libro después de que se le notificara que el ataque estaba en curso demuestra que estaba indeciso. Un informe de la Comisión del 11-S titulado Improvising a Homeland Defense decía: "El Presidente sintió que debía proyectar fuerza y calma hasta que pudiera entender mejor lo que estaba sucediendo".
Una semana después, Bush escribió al director de la escuela disculpándose por no poder quedarse más tiempo.
En los años posteriores al incidente, profesores y alumnos de la escuela han salido en defensa de las acciones de Bush. La directora Gwendolyn Tose-Rigell, fallecida en 2007, declaró: "No creo que nadie pudiera haberlo manejado mejor. ¿De qué habría servido que [Bush] hubiera saltado de su silla y salido corriendo de la sala?".
Preguntados por el incidente para Time poco después de la muerte de Bin Laden en 2011, dos de los alumnos de la clase, Lázaro Dubrocq y Mariah Williams, atribuyeron a Bush el mérito de haber mantenido la calma en el aula al terminar la historia. Williams dijo: "Siempre recordaré ver cómo se le ponía roja la cara. Se puso muy serio de repente. Pero yo no tenía ni idea. Sólo tenía siete años. Me alegro de que no se levantara y se fuera, porque entonces habría estado más asustada y confusa". Chantal Guerrero coincidió: "Creo que el Presidente intentaba que no nos enteráramos, para que no nos asustáramos todos".